# 언어적 학대
언어적 학대, 언어적 공격, 언어적 폭력, 악담은 피해자에게 구두, 몸짓, 서면 언어를 사용하는 것과 관련된 심리적/정신적 학대의 한 유형이다. 언어적 학대에는 괴롭힘, 모욕하기, 꾸짖기 또는 개인을 향해 과도하게 소리 지르는 행위가 포함될 수 있다. 또한 경멸적인 용어의 사용, 사람을 겁주거나 모욕하거나 폄하하거나 얕보려는 의도로 진술을 전달하는 것도 포함될 수 있다. 이러한 종류의 공격은 피해자에게 정신적, 정서적 고통을 초래할 수 있다.
언어적 공격성과 학대는 모든 인구, 문화, 개인에게 영향을 미친다. 이러한 행동은 심리적으로 해를 끼치며 피해자에게 정서적, 육체적 피해를 주는 것으로 간주된다. 이러한 유형의 행동은 개인이 자신에 대해 기분이 좋지 않게 만들고 자살 생각, 우울증, 열악한 신체 건강, 불안, 강박 행동, 성격 장애, 심지어 공격성과 같은 수많은 부정적인 건강 문제 및 장애를 유발할 수 있다.

## 유형
언어폭력의 피해자는 다른 사람을 향해 폭력적인 행동을 보일 수도 있다. 언어적 학대와 언어적 공격은 다양한 방식으로 나타날 수 있다. 개인이 언어적 학대가 어떻게 나타날 수 있는지 이해하면 특정 상황에서 더 잘 분석하고 그에 따라 행동할 수 있다. 언어적 공격성은 개인이 자신의 가치와 개념에 더하여 또는 대신에 다른 사람의 자기 가치와 개념을 공격하도록 유도하는 특징이나 특성으로 정의될 수 있다.
- 집단 따돌림
- 가스라이팅
- 인신 공격

## 같이 보기
- 언어학대사전